# Dassel (Minnesota)
Dassel ist eine Kleinstadt (mit dem Status „City“) im Meeker County im US-amerikanischen Bundesstaat Minnesota. Das U.S. Census Bureau hat bei der Volkszählung 2020 eine Einwohnerzahl von 1.472 ermittelt.

## Geografie
Durch Dassel führt der U.S. Highway 12, wobei sich der Ort auf halber Strecke zwischen dem westlich gelegenen Darwin und dem östlich gelegenen Cokato befindet. Dassel hat eine Gesamtfläche von 4,1 km², wovon rund sechs Prozent Wasserfläche sind. Der Ort ist in flaches Hügelland eingebettet und liegt an einem See.

## Geschichte
Der Ort bestand Mitte des 19. Jahrhunderts aus Hütten, die von Siedlern aus Nachbarbundesstaaten und aus Schweden errichtet worden waren. Er wurde 1869 benannt nach dem aus Deutschland ausgewanderten Eisenbahnfunktionär Bernhard Dassel, als eine von St. Paul aus nach Westen verlängerte Eisenbahnlinie den Ort erreichte. Nach der Eröffnung der Bahnstation wuchs die Bevölkerung Dassels stark an.

## Infrastruktur
Die Grundschule und die Gesamtschule von Dassel wurden 2004 als Exzellenz-Schulen von Minnesota ausgezeichnet.
Der Ort verfügt über eine öffentliche Bibliothek.
Die Feuerwehr ist als Freiwillige Feuerwehr organisiert. Sie wurde 1881 gegründet.

## Kultur und Sehenswürdigkeiten
Dassel verfügt über drei Parks. Im Ballpark findet jährlich am Tag der Arbeit ein Fest statt.
In dem Ort gibt es evangelische und freikirchliche Kirchengemeinden sowie eine katholische Kirchengemeinde.
Zu den in Dassel ausgeübten Sportarten zählen Mountainbiking, Reiten und Skilanglauf.
In der Altstadt an der Bahnlinie wurde der Musikpavillon aus der Zeit der Ortsgründung restauriert.
Das Heimatmuseum ist neben dem Gemeindesaal untergebracht. Der Einfluss der Eisenbahn auf die Entwicklung der Stadt ist dargestellt im Eisenbahnmuseum, in dem ein Modell der Dampflokomotive William Crooks zu sehen ist, die den Ort 1869 erstmals anfuhr.
Im National Register of Historic Places verzeichnet ist das Lagergebäude der früheren Firma „Universal Laboratories“. Dem Leiter dieser Firma, ein ehemaliger Lehrer namens Peel, war Mitte der 1930er Jahre aufgefallen, dass die Farmer der Gegend ihren Roggen vernichteten, wenn er mit Mutterkorn befallen war. Für die dabei gebildeten Mutterkornalkaloide waren bereits medizinische Anwendungsmöglichkeiten bekannt. Um dieses zu vermarkten, ließ er 1937 das Gebäude bauen. Das Geschäft wurde begünstigt dadurch, dass die früheren Lieferanten ausfielen, und zwar Russland wegen der Russischen Revolution und Spanien wegen des Spanischen Bürgerkrieges. Mit Unterstützung von Kunden wie Eli Lilly and Company wurde die Firma im Zweiten Weltkrieg zum wichtigsten Lieferanten in den USA. Die Firma stellte den Betrieb 1975 ein. Das Gebäude stand bis in die späten 1990er Jahre leer und ist nun Sitz der regionalen Historischen Gesellschaft.

## Demografische Daten
Nach der Volkszählung im Jahr 2010 lebten in Dassel 1469 Menschen in 572 Haushalten. Die Bevölkerungsdichte betrug 358,3 Einwohner pro Quadratkilometer. In den 572 Haushalten lebten statistisch je 2,46 Personen.
Ethnisch betrachtet, setzte sich die Bevölkerung zusammen aus 95,4 Prozent Weißen, 0,3 Prozent Afroamerikanern, 1,0 Prozent amerikanischen Ureinwohnern, 0,8 Prozent Asiaten sowie 1,0 Prozent aus anderen ethnischen Gruppen; 1,0 Prozent stammten von zwei oder mehr Ethnien ab. Unabhängig von der ethnischen Zugehörigkeit waren 2,0 Prozent der Bevölkerung spanischer oder lateinamerikanischer Abstammung.
27,1 Prozent der Bevölkerung waren unter 18 Jahre alt, 53,0 Prozent waren zwischen 18 und 64 und 19,9 Prozent waren 65 Jahre oder älter.

Das mittlere jährliche Einkommen eines Haushalts lag bei 39.490 USD. Das Pro-Kopf-Einkommen betrug 19.706 USD. 12,4 Prozent der Einwohner lebten unterhalb der Armutsgrenze.

## Religion
Die lutherische Gethsemane-Kirchengemeinde Dassel entstand ursprünglich im Jahr 1873 in Steelesville, wo sie noch heute den Friedhof hat. Daneben gibt es weitere Kirchengemeinden.